# Noboru Kawasaki
Noboru Kawasaki (川崎のぼる, Kawasaki Noboru, Osaka 28 januari 1941) is een Japans mangaka. Hij is vooral bekend voor het tekenen van de reeks Star of the Giants.
Kawasaki won de veertiende Shogakukan Manga-prijs in 1969 voor Animal 1 en Inakappe Taisho. In 1967 won hij de achtste Kodansha Kindermanga Prijs voor Star of the Giants. In 1978 volgde de Kodansha Manga Prijs voor de shonen manga Football Hawk. Kawasaki tekende ook The Song of Tentomushi, Skyers 5 en Koya no Shonen Isamu.

## Oeuvre
- Ame ni mo Makezu (4 volumes, 1983)
- Animal 1 (4 volumes, 1968)
- Captain Gorou (1 volume, 1968)
- Daimakujira (1 volume, 1968)
- Doudou Yarou (1 volume, 1970)
- Football Hawk (10 volumes, 1977)
- Fukidamari (1 volume, 1976)
- Honoo no Michi (1 volume, 1987)
- Inakappe Taisho (6 volumes, 1970)
- Isamu the Wilderness Boy (12 volumes, 1971)
- Kuroi Kuroi Tani (2 volumes, 1967)
- Musashi (13 volumes, 1974)
- Otoko no Jouken (2 volumes, 1968)
- Rounin Tanbee Zetsumei (1 volume, 1987)
- Shi no Toride (1 volume, 1967)
- Star of the Giants (Kyojin no Hoshi), geschreven door Ikki Kajiwara (19 volumes, 1966)
- Shin Kyojin no Hoshi, geschreven door Ikki Kajiwara (11 volumes, 1978)
- Shinigami Hakase 1967
- The Song of Tentomushi (4 volumes, 1973)
- Tiger 66 (1 volume, 1968)

- Gemeinsame Normdatei: 1205278346
- International Standard Name Identifier: 0000 0000 8480 2764
- Library of Congress Control Number: nr98006091
- Bibliotheek van het Japanse parlement: 00029654
- Système universitaire de documentation: 243540132
- Virtual International Authority File: 117628320
- WorldCat: E39PBJjMGwT8YK6thp8XXMdYT3